# Ралли «Дакар-2014»
«Ра́лли Дака́р 2014» (исп. Rally Dakar Argentina — Bolivia — Chile 2014) — 35-й трансконтинентальный ралли-марафон. В шестой раз подряд он проводился в Южной Америке, традиционно в январе. 5-го числа участники стартовали в аргентинском городе Росарио, и, после прохождения всей дистанции ралли, проложенной по территориям трёх государств — Аргентина, Боливия и Чили, финишировали 18 января в чилийском городе Вальпараисо. Боливия стала 28-й страной, принявшей у себя «Ралли Дакар».

## Подготовительный период
Здесь перечислены подготовительные мероприятия, запланированные организаторами «Ралли Дакар 2014» к проведению в период, предшествующий старту ралли-рейда со дня его презентации:
- 20 марта 2013 года: презентация «Ралли Дакар 2014»

### Dakar Tour
- 11 апреля 2013 года — Аргентина
- 16 апреля 2013 года — Боливия
- 18 апреля 2013 года — Чили
- 23 апреля 2013 года — Нидерланды (Эйндховен)
- 26 апреля 2013 года — Великобритания (Гейдон[англ.])
- 2 мая 2013 года  — Бразилия (Сан-Паулу)
- 14 мая 2013 года  — Польша (Варшава)
- 16 мая 2013 года  — Испания (Барселона)

### Ключевые даты
- 15 мая 2013 года: начало регистрации участников «Ралли Дакар 2014»
- 7 июля 2013 года: завершение регистрации для участников, выступающих на мотоциклах
- 11 октября 2013 года: тренировочный день для европейских участников — Париж, Франция
- 1 ноября 2013 года: завершение регистрации для всех участников
- 9 ноября: тренировочный день для южноамериканских участников — Буэнос Айрес, Аргентина
- конец ноября 2013 года: перевозка морем транспортных средств европейских участников в Южную Америку
- с 31 декабря 2013 года по 2 января 2014 года: сбор всех транспортных средств участников ралли в Аргентине
- 2-4 января 2014 года: сбор всех участников ралли для технической и административной проверок; перемещение транспортных средств участников в «закрытый парк».
- 4 января 2014 года: стартовая церемония